# Sur la lecture

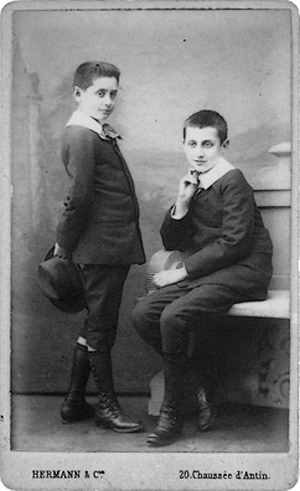
Marcel et Robert Proust vers 1885

Sur la lecture est un texte de l'écrivain français Marcel Proust (1871-1922), initialement rédigé pour servir de préface à la traduction française de l'essai Sésame et les Lys de John Ruskin (Sesame and Lilies, 1865), parue en 1906. Dans ce texte, passablement annonciateur de la Recherche du temps perdu, Proust évoque sa propre conception de la lecture qu'il relie à certains souvenirs d'enfance. Il y conteste également certaines thèses de Ruskin.

## Contenu
,,Rédigé en 1906 à l'occasion de la publication de la traduction française de Sésame et les Lys de John Ruskin (1819-1900) sur laquelle Marcel Proust travaille depuis plusieurs années, Sur la lecture, presque trop ample pour être qualifié de préface, peut quasiment être considéré comme un court essai sur la lecture dans lequel le futur auteur de la Recherche, quitte à s'éloigner du sujet initialement traité par Ruskin, évoque sa propre perception de la lecture. Cela l'amène à évoquer ses premiers souvenirs de lecture, dans le salon familial d'Illiers, qu'il décrit avec minutie et qui apparaissent aujourd'hui comme les prémices de la première partie de Du côté de chez Swann (Combray), où le jeune narrateur, séjournant dans la commune imaginaire de Combray, narrera sa découverte émerveillée des livres de l'écrivain fictif Bergotte (dont il entendra parler pour la première fois par son ami Albert Bloch). Outre ces descriptions personnelles, Proust s'oppose aux thèses émises par Ruskin, considérant que la lecture ne peut être envisagée comme une conversation, mais bien comme la communication d'une pensée, ce en pleine jouissance des moyens intellectuels dont le lecteur dispose quand il est seul et que ne saurait permettre une réelle conversation avec autrui. 
Fréquemment utilisé comme lecture préliminaire à la Recherche du temps perdu, et publié indépendamment du livre de John Ruskin, Sur la lecture est comparable à certains écrits premiers de Proust comme Jean Santeuil (1895) ou La fin de la jalousie (1896) dans lesquels des aspects majeurs de la future grande œuvre de l'écrivain apparaissent déjà. De même, il est convenu que le style de Proust y est déjà bien affirmé. 

## Sources et références
1. ↑  « Sur la lecture - Marcel Proust », sur Babelio (consulté le 27 août 2019)
2. ↑  republique-des-lettres.com, « Marcel Proust : Sur la lecture », sur republique-des-lettres.com (consulté le 27 août 2019)
3. ↑  ~ Nadège, « Sur la lecture – Marcel Proust », sur Les mots de la fin, 5 juin 2012 (consulté le 27 août 2019)
4. ↑  « À la recherche du temps perdu (1) Du côté de chez Swann », sur Babelio (consulté le 27 août 2019)